# Pousse-neige
 (décembre 2020).
Si vous disposez d'ouvrages ou d'articles de référence ou si vous connaissez des sites web de qualité traitant du thème abordé ici, merci de compléter l'article en donnant les références utiles à sa vérifiabilité et en les liant à la section « Notes et références ».

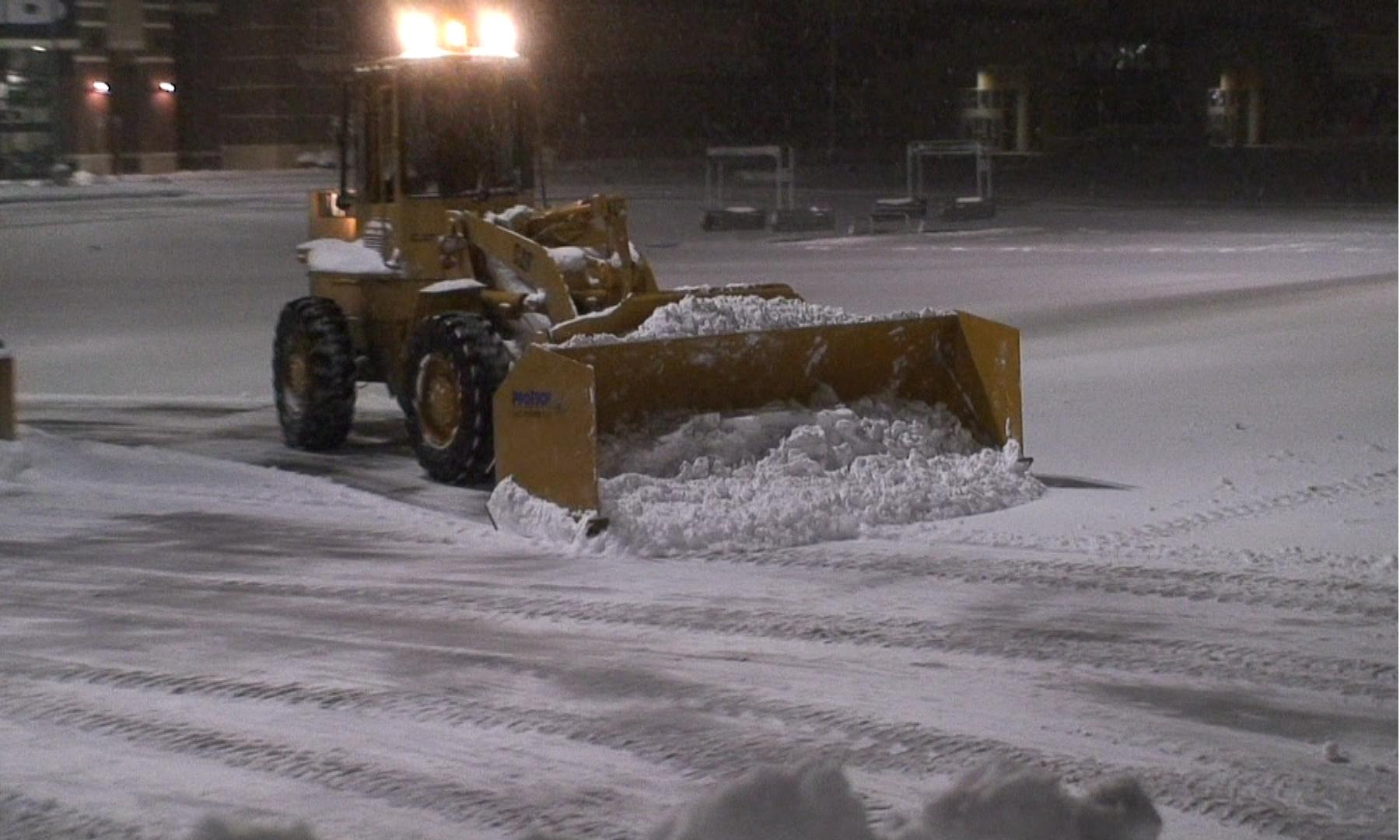
Poussoir à neige monté devant une chargeuse.

Les poussoirs à neige (également appelés chasse-neige, ou chasse-neige de type boîte) sont conçus pour déplacer la neige en la poussant droit devant. Pour ce faire, ils sont construits avec un versoir incurvé perpendiculaire à la direction du déplacement et une paroi latérale à chaque extrémité qui maintient la neige contenue. Pour les parcs de stationnement, les pistes, les allées, etc, il s'agit d'une amélioration par rapport au déneigement traditionnel en andain, qui utilise une charrue inclinée pour déplacer la neige sur le côté. Les poussoirs à neige permettent de déplacer la neige en masse et de l'empiler complètement hors du site.

## Histoire
Bien que les poussoirs à neige ne soient devenus largement utilisés que dans les années 1980, ils existent depuis les années 1970. Au départ, ils n'étaient pas produits par les fabricants, mais ils étaient reconnus comme une bonne idée par les professionnels du déneigement qui les soudaient eux-mêmes ou les faisaient fabriquer. Pendant longtemps, la conception la plus courante du poussoir à neige consistait à prendre une fosse septique ou un autre grand cylindre en acier et à la couper en deux, puis à construire un système de montage à l'arrière pour la fixer à une machine. Ce type de construction simple a duré jusqu'aux années 1990, lorsque divers fabricants ont commencé à les produire commercialement.

## Conception
Les conceptions des poussoirs à neige varient d'un secteur à l'autre. Ils mesurent généralement entre 0,9 m et 1,6 m de haut et vont de 1,8 m à 12,2 m de large. Les poussoirs à neige sont généralement montés sur des chargeuses sur pneus, des chargeuses compactes ou des tractopelles. Pour les chargeuses sur pneus et les tractopelles, elles sont montées à l'aide d'un système de montage universel qui consiste en un ensemble de poteaux (ou plaques) entre lesquels le godet de la machine est placé. Les chaînes sont fixées au poussoir à neige et au godet et serrées à l'aide d'un serre-chaîne. Ce système permet de monter les poussoirs à neige sur n'importe quelle machine sans tenir compte des supports de montage spécifiques à la marque. Les chargeuses compactes peuvent utiliser le système de montage universel. Cependant, la plupart des fabricants proposent généralement des poussoirs à neige à direction à glissement avec un système d'attache rapide universellement accepté. Bien que le poussoir à neige puisse sembler être un produit simple, il existe de nombreuses variations dans l'industrie dans des domaines tels que la hauteur et l'angle du versoir, le système de support des flancs (poteau, cale ou non supporté), le système de bord de déclenchement, l'épaisseur de la chaussure et le bord de coupe en caoutchouc.

## Bord de déclenchement en acier/poussoirs de bord en caoutchouc

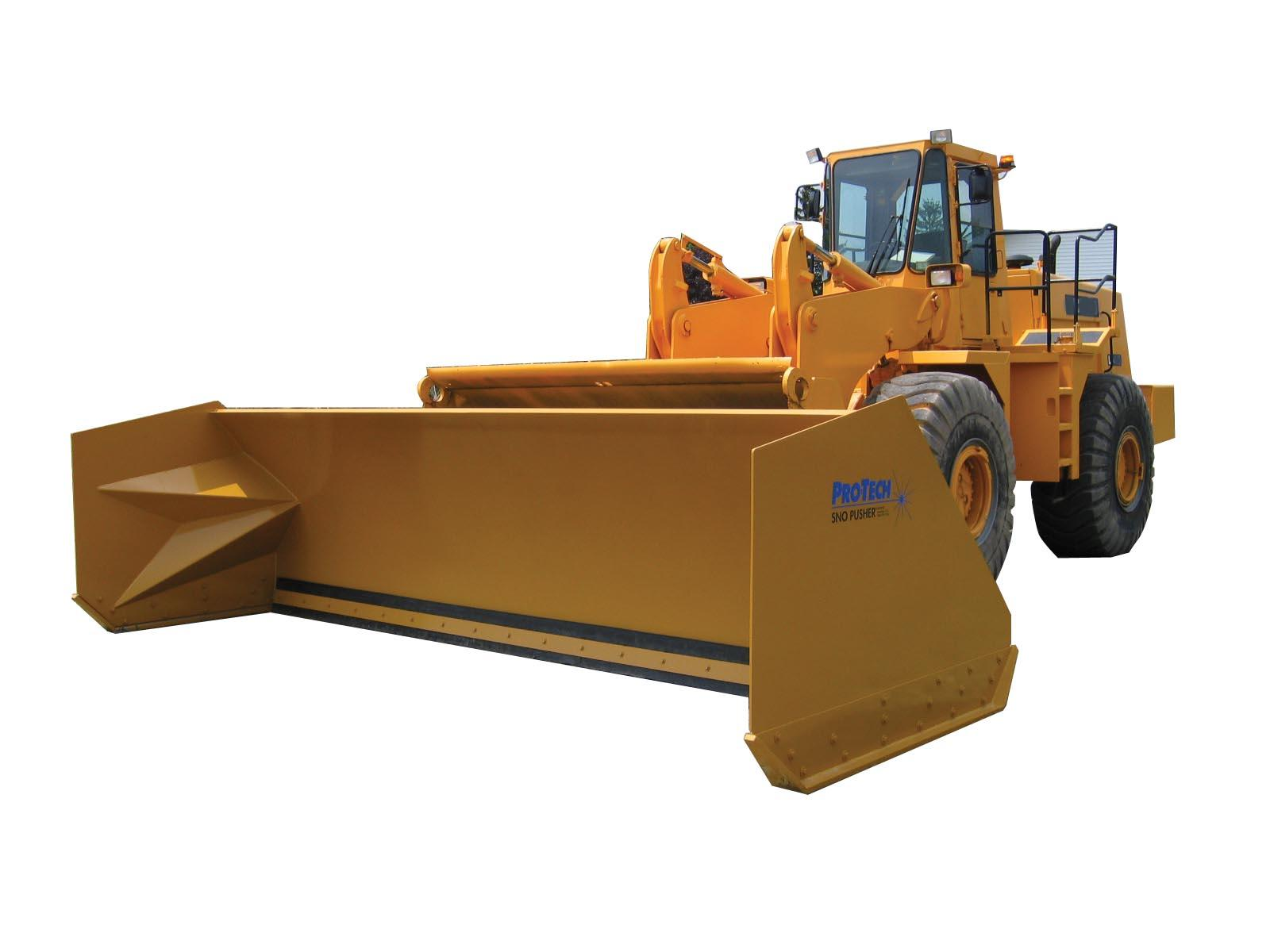
Pousse-neige à bord en acier.

Les poussoirs à neige peuvent être divisés en deux familles distinctes: bord de déclenchement en acier et bord en caoutchouc fixe. Les deux sont utilisés de la même manière pour déplacer la neige. Les poussoirs à neige à bord en caoutchouc ont un matériau composite monté sur le fond du versoir qui affleure le sol et empêche la neige de passer sous le poussoir, obtenant une poussée plus propre qu'autrement. Les bords en caoutchouc sont capables de fléchir et de passer sur les obstructions dans la plupart des conditions.
Les poussoirs à neige à tranchant en acier ont un tranchant en acier à ressort monté au bas du versoir qui leur permet de gratter la chaussée. Ils utilisent un système de déclenchement pour leur permettre de passer au-dessus d'obstacles tels que des chaussées inégales ou des plaques d'égout surélevés. Il existe aujourd'hui trois types d'arêtes de déclenchement: le ressort de compression, le ressort de torsion et les ressorts en matériau composite. Les systèmes de ressorts de compression et de torsion fonctionnent de la même manière; le bord en acier est monté sur une charnière et est maintenu en place par la pression des ressorts; lorsque le bord rencontre une obstruction, les ressorts se compriment et permettent au bord de basculer en arrière et sous le poussoir et de passer par-dessus l'obstruction. Les bords de déclenchement en matériau composite peuvent agir comme une bande de caoutchouc lorsque le bord rencontre une obstruction, permettant au bord en acier de basculer sous le poussoir, puis de se remettre en place.
Dans certaines conditions où la neige peut avoir tendance à geler au sol, une carre en acier peut avoir tendance à mieux nettoyer que le caoutchouc ; cependant, pendant les chutes de neige mouillées, un bord en caoutchouc «raclera» le revêtement, le laissant beaucoup plus propre qu'un bord en acier. En outre, les bords en caoutchouc profilent généralement le sol beaucoup plus efficacement que l'acier car ils fléchissent sur les bosses et dans les creux. L'un des avantages des bords en acier est la traînée réduite qu'ils créent. Les bords en caoutchouc ont tendance à agir comme un frein, prenant beaucoup plus de puissance pour pousser qu'un bord en acier lors du raclage sur une chaussée nue. Les deux bords ont leurs avantages et leurs inconvénients, et bien que certaines entreprises aient trouvé des moyens de mieux contourner les chaussées avec un bord en acier, leurs composants mobiles peuvent les rendre plus fragiles que les charrues soudées en continu avec des bords en caoutchouc.